# Duftstachelinge
Die Duftstachelinge (Phellodon) sind eine Pilzgattung aus der Familie der Weißsporstachelingsverwandten.
Die Typusart ist der Schwarze Duftstacheling (P. niger).

## Merkmale

### Makroskopische Merkmale
Die Duftstachelinge bilden am Boden oft zu Gruppen verwachsene, gestielte Fruchtkörper. Der Hut hat eine samtige bis schuppige Oberfläche und eine weißliche bis schwarzbraune Farbe. Die Unterseite ist mit pfriemförmigen und im Alter grau gefärbten Stacheln besetzt. Das Sporenpulver ist weiß. Das Fleisch ist entweder durchgehend zähfaserig-korkig-holzig oder besitzt außen eine schwammig-filzige und innen eine faserig-zähe bis holzige Konsistenz (Duplex-Struktur). Die Trama weist eine Zonierung auf und riecht markant nach Maggi bzw. Liebstöckel.

### Mikroskopische Merkmale
Die Hyphenstruktur ist monomitisch. Die Septen haben keine Schnallen. Zystiden fehlen. Die schlankkeuligen Basidien sind 4-sporig und besitzen keine basalen Schnallen. Die fast kugeligen bis elliptischen Sporen sind farblos, stachelig ornamentiert und zeigen keine Jod-Farbreaktion.

## Ökologie
Die Duftstachelinge gehen mit diversen Waldbäumen eine Mykorrhiza ein.

## Arten
In Europa kommen ein halbes Dutzend Arten vor bzw. sind dort zu erwarten:
| Duftstachelinge (Phellodon) in Europa |                         |                                             |
| \| Deutscher Name \| Wissenschaftlicher Name \| Autorenzitat \| \| ------------------------------ \| ----------------------- \| ------------------------------------------- \| \| \| Phellodon atratus \| K.A. Harrison 1964 \| \| Starkriechender Duftstacheling \| Phellodon confluens \| (Persoon 1825) Pouzar 1956 \| \| Schwarzweißer Duftstacheling \| Phellodon connatus \| (Schultz 1806 : Fries 1821) P. Karsten 1881 \| \| Schwarzer Duftstacheling \| Phellodon niger \| (Fries 1815 : Fries 1821) P. Karsten 1881 \| \| \| Phellodon secretus \| Niemelä & Kinnunen 2003 \| \| Becherförmiger Duftstacheling \| Phellodon tomentosus \| (Linnaeus 1753 : Fries 1821) Banker 1906 \| |                         |                                             |
| Deutscher Name | Wissenschaftlicher Name | Autorenzitat                                |
| | Phellodon atratus       | K.A. Harrison 1964                          |
| Starkriechender Duftstacheling | Phellodon confluens     | (Persoon 1825) Pouzar 1956                  |
| Schwarzweißer Duftstacheling | Phellodon connatus      | (Schultz 1806 : Fries 1821) P. Karsten 1881 |
| Schwarzer Duftstacheling | Phellodon niger         | (Fries 1815 : Fries 1821) P. Karsten 1881   |
| | Phellodon secretus      | Niemelä & Kinnunen 2003                     |
| Becherförmiger Duftstacheling | Phellodon tomentosus    | (Linnaeus 1753 : Fries 1821) Banker 1906    |

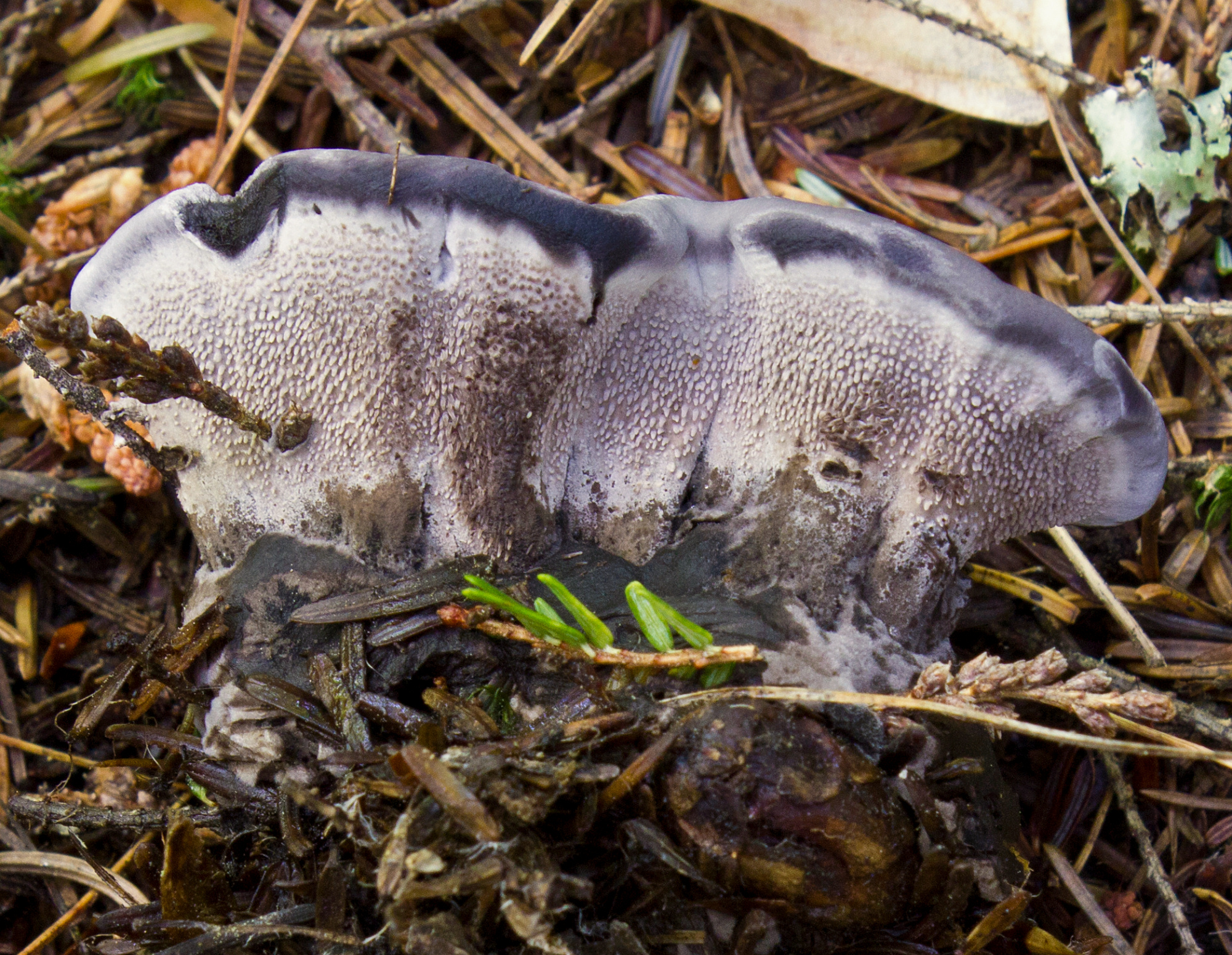
Schwarzer Duftstacheling Phellodon niger
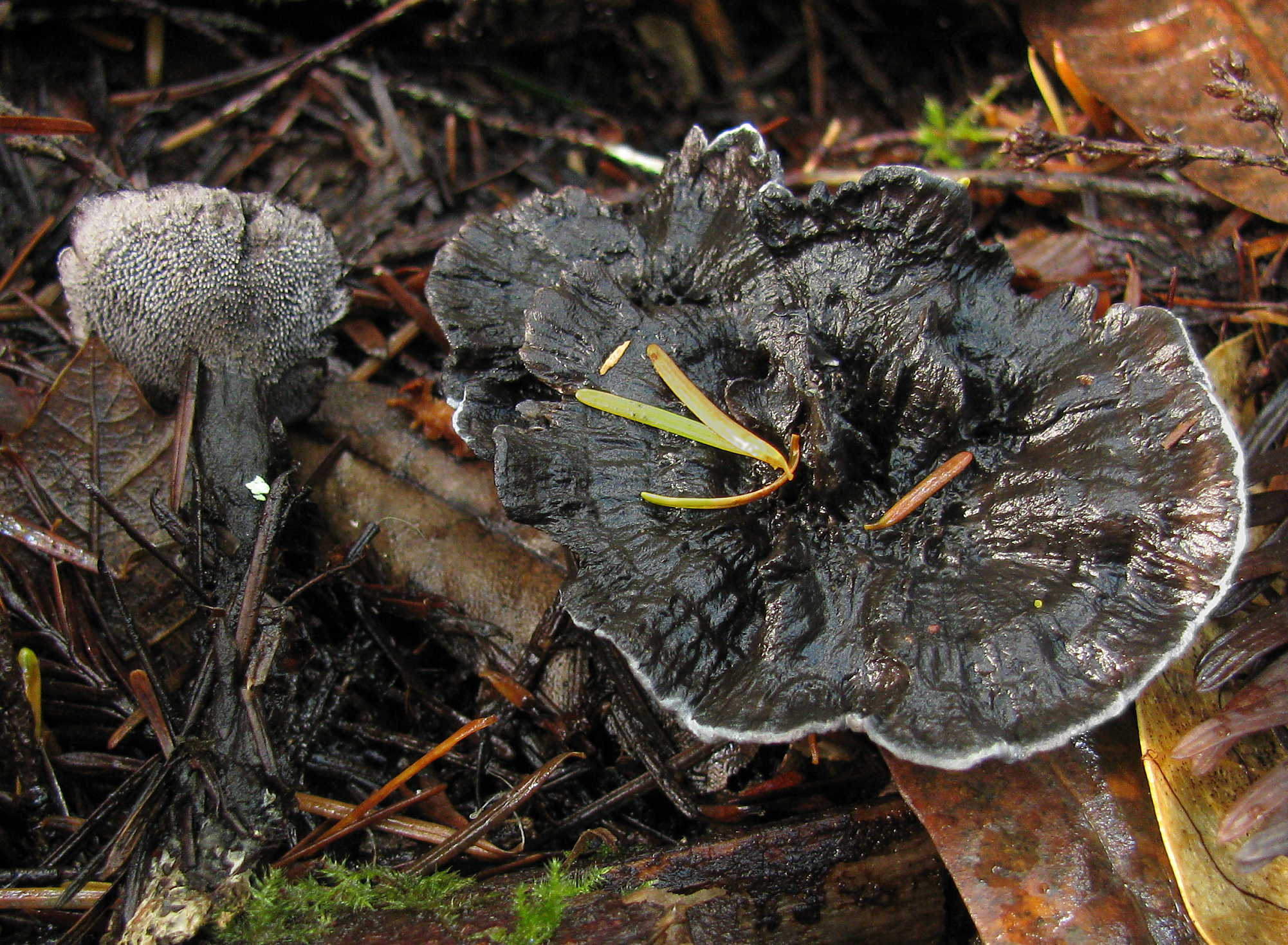
Phellodon atratus